# Macromia terpsichore
Macromia terpsichore – gatunek ważki z rodziny Macromiidae.